# 菱川師直
菱川 師直（ひしかわ もろなお、生没年不詳）とは、江戸時代の浮世絵師。

## 来歴
東京国立博物館所蔵の肉筆画「遊女と禿図」に「日本絵師菱川師直筆」という落款があるが、この絵にある「菱川師直」について他に作は知られず経歴は不明である。この「遊女と禿図」は延享から寛延のころの作とされる。

## 作品
- 「遊女と禿図」　紙本着色　東京国立博物館所蔵　※「日本絵師菱川師直筆」の落款、その下に印文不明の朱文円印と白文方印。画面上部に「京町の猫かよひけり揚屋町とは近隣の恋と言る題にそのかみ晋子の活作なり」、「朧夜は　禿と猫の　行衛哉　琴雨湖長」の画賛あり。「晋子」とは宝井其角（1661年 - 1707年）のことで「京町の」は其角の句、「琴雨湖長」については不明。